# Bulvar somraka
Bulvar somraka (angleško Sunset Boulevard) je ameriški film noir iz leta 1950, ki ga je režiral Billy Wilder in produciral Charles Brackett, oba sta sodelovala pri pisanju scenarija skupaj z D. M. Marshmanom Jr. Izvirno ime filma se nanaša na Sunset Boulevard, avenijo skozi Los Angeles in Beverly Hills. V glavnih vlogah nastopata William Holden kot neuspešni scenarist Joe Gillis in Gloria Swanson kot nekdanja zvezda nemega filma Norma Desmond, ki ga vplete v svoj fantazijski svet, v katerem sanja o svojem zmagoslavnem povratku na filmsko sceno. Erich von Stroheim igra njenega vdanega pomočnika Maxa von Mayerlinga, v stranskih vlogah pa nastopajo Nancy Olson, Fred Clark, Lloyd Gough in Jack Webb. Režiser Cecil B. DeMille in kolumnistka Hedda Hopper igrata sebe, cameo vloge imajo tudi nekateri vodilni igralci nemega filma Buster Keaton, H. B. Warner in Anna Q. Nilsson.
Film je bil premierno prikazan 10. avgusta 1950 in je naletel na odlične ocene kritikov. Na 23. podelitvi je bil nominiran za oskarja v enajstih kategorijah, tudi za najboljši film, režijo ter igralca (Holden) in igralko (Swanson), nagrajen pa je bil za najboljši izvirni scenarij, scenografijo in izvirno glasbeno podlago. Nominiral je bil tudi za sedem zlatih globusov, nagrajen pa je bil za najboljši dramski film, režijo, igralko v filmski drami (Swanson) in glasbeno podlago. Leta 1998 ga je Ameriški filmski inštitut uvrstil na dvanajsto mesto lestvice stotih najboljših ameriških filmov, leta 1989 pa ga je  ameriška Kongresna knjižnica izbrala za ohranitev v okviru Narodnega filmskega registra zavoljo njegove »kulturne, zgodovinske ali estetske vrednosti«.

## Vloge
- William Holden kot Joe Gillis
- Gloria Swanson kot Norma Desmond
- Erich von Stroheim kot Max von Mayerling
- Nancy Olson kot Betty Schaefer
- Fred Clark kot Sheldrake
- Lloyd Gough kot Morino
- Jack Webb kot Artie Green
- Franklyn Farnum kot pogrebnik
- Larry J. Blake kot finančnik 1
- Charles Dayton kot finančnik 2
- Cecil B. DeMille on sam
- Hedda Hopper kot ona sama
- Sidney Skolsky kot on sam
- Buster Keaton kot on sam
- Anna Q. Nilsson kot ona sama
- H. B. Warner kot ona sama
- Ray Evans pianist
- Jay Livingston pianist
- Robert Emmett O'Connor kot Jonesy
- Henry Wilcoxon kot igralec